# Олівер Гарді
О́лівер Га́рді (англ. Oliver Hardy, 18 січня 1892, Гарлем, Джорджія, США — 7 серпня 1957, Голлівуд, Лос-Анджелес, Каліфорнія, США) — американський комедійний актор, що став відомим завдяки комічному дуету Лорел і Гарді, в якому він виступав понад 30 років.

## Біографія

### Юні роки
Норвел Гарді з'явився на світ 18 січня 1892 року в невеликому місті Гарлем в штаті Джорджія. Його батько, Олівер Харві, був ветераном Громадянської війни в США, учасником битви при Ентітеме, а мати, Емілі Норвел, була представницею найстарішої сім'ї в штаті, а серед її предків був капітан Г'ю Норвел, який брав участь ще в колоніальних війнах в XVIII столітті. Норвел був наймолодшим з п'яти дітей в родині, а менш ніж через рік після його народження, голова сімейства помер.
Смерть батька все ж не залишила сім'ю без засобів для існування, бо їх мати була успішною власницею готелю. Будучи ще хлопчиськом, Норвел був відправлений у військову академію в сусіднє місто Мілледжвіль, де пробув до 13 років. 1905 року він вступив до методистського коледжу в місто Янг-Гарріс на півночі Джорджії, де здобув середню освіту. Інтересу до отримання знань він не відчував, зате з юних років захоплювався музикою і театром. Його мати підтримувала захоплення сина і відправила смна в школу-інтернат в Атланту вивчати спів і музику. Але Норвел часто пропускав заняття і в підсумку втік зі школи та приєднався до мандрівної театральної групи. Десь в 1910 році, на знак поваги до батька, Норвел додав до свого імені ім'я Олівер, і став називатися Олівером Норвелом Гарві, а згодом і зовсім став використовувати ім'я батька як власне.
Після недовгої участі в театральній групі Олівер повернувся в Мілледжвіль, де влаштувався на роботу у кінотеатр, що недавно відкрився, в якому поєднував обов'язки кіномеханіка, білетера, менеджера і двірника. Незабаром він став одержимий кіноіндустрією і вирішив, що може набагато краще зіграти в кіно, ніж це роблять побачені ним актори. За порадою друга 1913 року він переїхав до міста Джексонвілл в штат Флорида, де став в нічний час співати у водевілях, у кабаре і нічних клубах, а вдень проводив час на місцевій кіностудії «Lubin Studios». Там він познайомився з піаністкою Маделін Салошін, яка в 1913 році стала його першою дружиною.

## Початок кар'єри
Його кінодебют відбувся рік потому на цій же студії в комедійному німому фільмі «Перехитрити тата», де він значився під ім'ям О. Н. Харді. Тільки в 1914 році Гарді з'явився майже в 40 кінокартинах. Через свій високий зріст і велику вагу йому дістававлося лише обмежене коло ролей. Найбільш часто він грав товстунів або лиходіїв в комедійних фільмах, де його великі габарити лише доповнювали його образи. Після не менш плідного 1915 року Гарді переїхав до Нью-Йорка, де став зніматися на кіностудіях «Pathé», «Casino» і «Edison Studios».
Після повернення в Джексонвілл Гарді вже не повернувся на «Lubin», а став співпрацювати зі студіями «Vim» і «King Bee studios». Там він часто знімався разом з Чарлі Чапліном, при цьому багато в чому наслідуючи коміка Еріка Кемпбелла, з яким Чаплін співпрацював роком раніше. Після переїзду в Лос-Анджелес в 1917 році Олівер Гарді став працювати відразу на декількох незалежних голлівудських студіях. У тому ж році він знявся в комедії Брончо Біллі Андерсона «Пес-талісман», де його колегою по екрану вперше став Стен Лорел. Все ж їх знаменитий дует утворився пізніше, а після 1917 вони не знімалися разом декілька років.
З 1918 по 1923 рік Гарді працював на кіностудії «Vitagraph», де також грав комедійні ролі товстунів в компанії з актором Ларрі Симонном. 1919 року він розійшовся зі своєю дружиною, а в 1920 році було оформлено офіційне розлучення, нібито через невірність Гарді. Вже через рік він знову пов'язав себе узами шлюбу з акторкою Міртл Рівз.

## Лорел і Гарді
У 1925 році він знову зустрівся зі Стеном Лорелом на кіностудії «Hal Roach Studios», де той був режисером фільму «Так, так, Нанетт!», і де Гарді, в свою чергу, виконав одну з ролей. Їх тісна співпраця почалася в 1927 році зі знімання у фільмах «Качиний суп» і «Слизькі дружини». Режисер студії «Hal Roach Studios» Лео Маккері зауважив великий інтерес аудиторії до спільних робіт Гарді і Лорела і надалі став навмисне знімати їх разом, що в результаті до кінця того ж року призвело до появи дуету під назвою Лорел і Гарді, який став, можливо, одним з найвідоміших комічних дуетів в історії кіно.
Слідом за цим вийшло безліч нових спільних комедій, серед яких «Рано в ліжко» (1928), «Прибуткова справа» (1929), «Ідеальний день» (1929), «Ще одна хороша плутанина» (1930), «Будь більше!» (1931), «Вкрадені коштовності» (1931) і безліч інших кінокомедій. Їх перша комедія, знята в кольорі, вийшла на екрани в 1930 році і називалася «Пісня шахрая», а рік по тому вони вперше з'явилися в повнометражному фільмі «Пробачте нас», хоча аж до 1935 року продовжували з'являтися і в короткометражках. Їх найвищим досягненням стала комедія «Музична скринька», яка в 1932 році принесла Лорел і Гарді премію «Оскар» в новій номінації «Кращий короткометражний комедійний фільм».

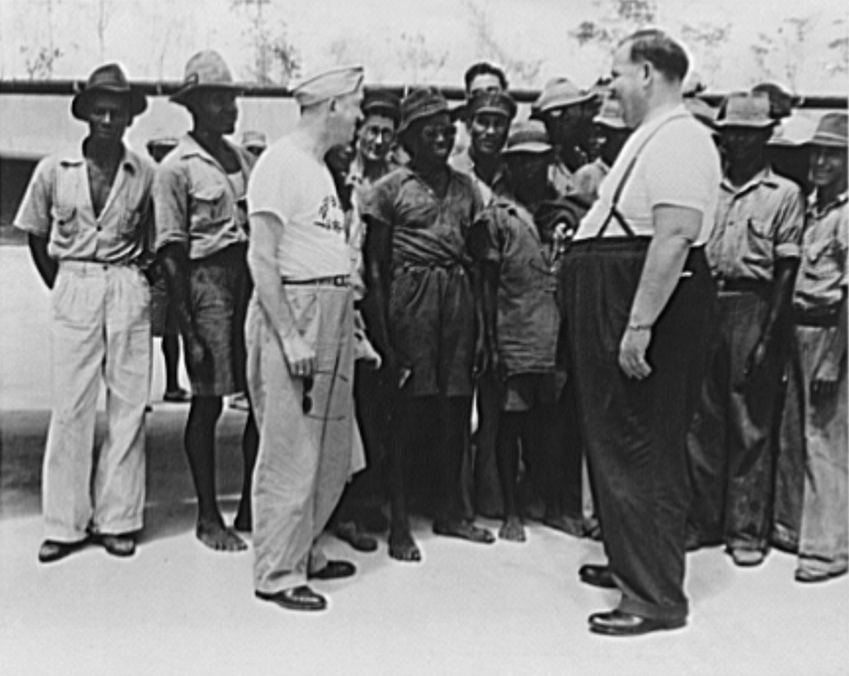
Лорел і Гарді в програмі «USO»

Попри такий творчий успіх, в особистому житті Олівера Гарді було не все гаразд. Його дружина Міртл Рівз стала жертвою алкоголізму, через що в 1937 році їх пара розпалася. Після переукладання контракту з Голом Роучем Лорел і Гарді опинилися на студії «General Services Studio», де в 1939 році з'явилися разом в успішній комедії «Літаюча парочка». На зніманні цієї картини Олівер Гарді познайомився зі сценаристкою Вірджинією Люсіль Джонс, яка рік потому стала його дружиною, і вони прожили в щасливому шлюбі 17 років.
Зі вступом США в Другу світову війну в грудні 1941 року в країні з'являється організація «USO», яка стала займатися організацією розважальних програм і концертів для військовослужбовців союзних військ. Основними артистами там були знамениті американські зірки, в тому числі і Лорел з Гарді. Вони виступали перед солдатами з різними комічними номерами, в більшості своїй у Великій Британії.

### Спад популярності
У той же час вони остаточно покинули студію Гола Роуча і стали зніматися в таких великих кінокомпаніях, як «20th Century Fox» і «MGM». Попри більший комерційний успіх цих фільмів, їхня художня особливість залишала бажати кращого, що в підсумку призвело до спаду їх популярності. До кінця 1940-х років вони майже зовсім перестали з'являтися на великому екрані, а в 1947 у вирушили в гастрольний шеститижневий тур по  Великій Британії. Через великий успіх, який супроводжував їх під час усіх виступів, їх тур розтягнувся на кілька років, включивши в себе країни  Скандинавії,  Бельгію і  Францію, а потім знову Велику Британію.
В 1949 році друг Олівера Гарді, також знаменитий актор Джон Вейн, переконав його повернутися на великий екран, запросивши його у фільм «Боєць з Кентуккі», де він сам грав головну роль. Рік по тому, вже за наполяганням  Френка Капри, Олівер Гарді знявся в невеликій ролі в його фільмі «Прагнучи високо» з  Бінгом Кросбі в головній ролі.
В 1951 році Лорел і Гарді в останній раз з'явилися разом на великому екрані в спільній французько-італійської комедії «Атол К» (в американському прокаті — «Утопія»), яка за багатьма пунктами поступалася їх колишнім спільним проєктам і не принесла їм великого успіху. 1955 року вони уклали контракт з Голом Роучем на знімання телевізійного комедійного шоу, але через інсульт Лорела, після якого він довго не міг оговтатися, і проблем зі здоров'ям самого Гарді цей проєкт так і не був реалізований.

### Останні роки
Після серцевого нападу, який Олівер Гарді переніс в травні 1954 року, він став гранично чітко стежити за своїм здоров'ям. За наступні декілька місяців він скинув майже 70 кг ваги, ставши при цьому зовсім іншою людиною, в якій важко було впізнати колишнього товстуна Олівера Гарді. У своїх листах до Лорел він повідомляв йому про те, що, можливо, хворий  раком, що, найімовірніше, і стало причиною великої втрати ваги.
У вересні того ж року у Гарді трапився інсульт, в результаті якого він протягом кількох місяців не міг розмовляти. Весь цей час поруч з ним була його дружина Вірджинія, яка постійно про нього піклувалася. На початку серпня 1957 року актор переніс ще два інсульта, після чого впав у  кому, з якої так і не вийшов. Олівер Гарді помер 7 серпня 1957 року у віці 65 років.
Він був похований на меморіальному кладовищі в  Північному Голлівуді. Його внесок в кінематограф був відзначений зіркою на  Голлівудській алеї слави.

## Факти
- Олівер Гарді знявся у понад 400 фільмах.
- Його улюбленим заняттям була гра в гольф, якої він навчився у Ларрі Симона.
- Після його смерті Стен Лорел дав клятву більше ніколи не зніматися, яку, попри численні пропозиції режисерів, виконав.
- Лорел і Гарді були включені журналом  «Entertainment Weekly»  в список 45 найбільших кінозірок всіх часів.
- На честь Олівера Гарді названий астероїд (2866) Гарді.
- Персонаж Олівера Гарді у виконанні Джона Фокса з'являється в біографічному фільмі «Герлоу» в 1965 році.
- У 1967 році Харді був зображений на  обкладинці альбому The Beatles «Sgt. Pepper's Lonely Hearts Club Band».
- У  Італії Олівера Гарді озвучував відомий комік  Альберто Сордо.
- Бен Кортман, вампір з роману Річарда Матесона «Я — Легенда», на думку головного героя роману Роберта Невіла, був двійником Олівера Гарді.
- Олівер Гарді був масоном, членом  ложі «Соломон» № 20 в Джексонвіллі[4], у Флориді[5].